# Debeče
Debeče so naselje v Občini Ivančna Gorica.